# Ève lève-toi
Singles de Julie Pietri
À force de toi
(1985) Nuit sans issue
(1987)
Ève lève-toi est une chanson française enregistrée par Julie Pietri en 1986. C'est le titre le plus connu de la chanteuse. Il a atteint la première place du Top 50 en novembre 1986 et est resté classé durant 27 semaines (du 9 août 1986 au 7 février 1987). Ève lève-toi a été récompensé par un disque d'or (500 000 exemplaires certifiés) et s'est vendu à environ 800 000 exemplaires.

## Historique
Cette chanson, écrite par Jean-Michel Bériat et Julie Pietri, est qualifiée par celle-ci "d'hymne au féminisme". La musique est signée par le compositeur Vincent-Marie Bouvot. L'originalité de la chanson réside notamment dans la mélodie qui se veut par moments arabisante. Ayant grandi en Algérie, puis au Maroc (à Casablanca), Julie Pietri souhaitait, en souvenir de ses racines orientales, apporter un mélange de cultures dans une chanson de variété française. Le vidéo clip a, quant à lui, été tourné en Tunisie, à Zarzis et dans la cité troglodyte de Matmata.
Pour l'enregistrement d’Ève lève-toi en 1986, son interprète, qui n'est alors connue que sous le prénom de Julie, décide de chanter sous son nom complet, à savoir Julie Pietri. Paradoxalement, ce tube va mettre du temps à s'imposer à sa sortie avant l'été. En effet, les médias ne sont pas convaincus que la mention du nouveau nom de l'artiste sur la pochette du 45 tours soit judicieuse. De plus, le texte parlant de libération de la femme et la mélodie prenant des accents orientaux, bon nombre de radios vont bouder la chanson pendant plusieurs mois. Vincent-Marie Bouvot réalise alors avec l'aide d'un DJ le remix club d’Ève lève-toi, une version rapidement très appréciée dans les discothèques durant l'été. Le public donne ainsi raison à la chanteuse et le 45 tours finit par être largement programmé à la radio,. Face au succès grandissant du morceau, une adaptation anglaise intitulée Listen to Your Heart sera d'ailleurs commercialisée en Europe.
Ève lève-toi devient le premier extrait de l'album Le Premier Jour, paru en 1987. Quatre autres versions studio seront enregistrées par la suite : la version plus acoustique de l'album Féminin singulière, en 1995, une version dance pour la compilation Paris Pride 2000, une version jazzy en titre bonus (medley) sur l'album Autour de minuit, en 2007, et un quatrième enregistrement pour adapter le chant de Julie Pietri au tempo rapide des remixes electro de 2010 (voir plus bas).

## Réception
Un article paru dans le magazine paneuropéen Music & Media décrit Ève lève-toi comme une chanson dotée de « synthétiseurs à la Alphaville » et d'une « montée en puissance sensuelle jusqu'à une mélodie pop radiophonique ». En outre, Pierre Sissman, directeur du marketing de CBS France, déclare que la chanson « a cette touche typiquement européenne qui la rend très appropriée pour le cross-over », et il est indiqué que la version anglaise est bien accueillie par les affiliés de CBS en Europe.
En France, Ève lève-toi entre à la 49e place du Top 50 le 9 septembre 1986, puis progresse chaque semaine pour finalement atteindre la première place lors de sa treizième semaine, délogeant Holiday Rap de MC Miker G & DJ Sven, mais redescend à la deuxième place la semaine suivante, étant tenu à l'écart de la première place par The Final Countdown du groupe Europe. Le single est resté classé pendant 27 semaines, dont 16 parmi les dix première places, et a été certifié disque d'or par le Syndicat national de l'édition phonographique. Dans l'European Hot 100 Singles, il débute à la 69e place le 20 septembre 1986, culmine à la 20e place lors de sa 13e semaine, et sort du classement après 22 semaines.

## Classements et certifications
| Classement (1986–87)          | Meilleure position |
| ----------------------------- | ------------------ |
| Europe (European Hot 100)     | 20                 |
| France (SNEP)                 | 1                  |
| Québec (Palmarès francophone) | 27                 |

| Classement (1986) | Position |
| ----------------- | -------- |
| France (SNEP)     | 53       |

### Certifications
| Région                         | Certification | Ventes/Streams |
| ------------------------------ | ------------- | -------------- |
| France (SNEP)                  | Or            | 500 000*       |
| *Ventes selon la certification |               |                |

## Discographie

### Single
| 45 tours 1. Ève lève-toi — 3:50 2. L'homme qui aimait les femmes — 4:10 45 tours (édition européenne) 1. Listen to your heart (version anglaise d'Ève lève-toi) — 4:25 2. Norma Jean (version anglaise de L'homme qui aimait les femmes) — 4:03 | Maxi 45 tours 1. Ève lève-toi (remix club) — 5:52 2. Ève lève-toi — 3:50 Maxi 45 tours (édition européenne) 1. Listen to Your Heart (extended club remix) — 6:42 2. Norma Jean — 4:03 |

### Version album
La version album dure 4:32 et figure sur les albums de Julie Pietri suivants :
- Le Premier Jour (1987)
- Collection Or Julie Pietri (1992)
- Double Collection Or Julie Pietri (1992)
- Gold Julie Pietri (1995)
- Gold Julie Pietri (1997)
- Ève lève-toi (2000)
- Les indispensables de Julie Pietri (2001)
- Lumières (2003)
- L'Amour est en vie (2014)
- L'Essentiel (2015)

## Remixes 2010
Depuis le 22 mars 2010, trois nouveaux remixes d'Ève lève-toi sont commercialisés sur les plates-formes de téléchargement légal. Ces versions inédites ont été réalisées par Stephan Evans, DJ sur Radio FG et musicien de la nouvelle scène electro.
1. Ève lève-toi (radio edit) — 3:45
2. Ève lève-toi (extended version) — 5:56
3. Ève lève-toi (Stephan Evans remix) — 5:43

## Reprises
- Star Academy 2 revisite Ève lève-toi en 2002 dans un style hispanique. Le titre est chanté en duo par Emma Daumas et Anne-Laure Sibon et figure sur l'album Star Academy fait sa boum.
- En 2008, c'est au tour de la chanteuse Leslie de faire une reprise de cette chanson sur son album Futur 80. Ce dernier n'a toutefois pas été commercialisé.
- La bande originale de la série télévisée Dreams : 1 rêve, 2 vies sur NRJ12 sortie en 2014 comporte une version d'Ève lève-toi interprétée par Elsa Esnoult. Cette version est également présente sur l'album Pour toi... de la chanteuse.
- Le duo électro-pop orientale Mauvais Œil a repris la chanson Ève lève-toi en 2019[14]. La version est disponible et commercialisée dans leur EP Mektoub